# Brunnshyttebäcken
Brunnshyttebäcken är ett naturreservat i Hällefors kommun i Örebro län.
Området är naturskyddat sedan 1973 och är 20 hektar stort. Reservatet består av natur kring Brunnshyttebäcken där flodpärlmusslan och en lokal öringsstam återfinns